# Astragalus lamarckii
Astragalus lamarckii är en ärtväxtart som beskrevs av Pierre Edmond Boissier. Astragalus lamarckii ingår i släktet vedlar, och familjen ärtväxter. Inga underarter finns listade i Catalogue of Life.